# Coupe de Tunisie de football 1975-1976
Navigation
Coupe de Tunisie 1974-1975 Coupe de Tunisie 1976-1977
La coupe de Tunisie de football 1975-1976 est la 21e édition de la coupe de Tunisie depuis 1956, et la 46e en comprenant les éditions jouées avant l'indépendance. Elle est organisée par la Fédération tunisienne de football (FTF).
La finale est un derby tunisois entre le Club africain qui se spécialise dans l'épreuve de coupe et l'Espérance sportive de Tunis, champion en titre mais qui a une fin de saison épuisante avec les barrages du championnat. 240 minutes n'ont pas suffi pour désigner un vainqueur et c'est par les tirs au but que le Club africain et son gardien de but légendaire Sadok Sassi (Attouga) se sont adjugés leur huitième titre.

## Résultats

### Troisième tour éliminatoire
- Espoir sportif de Hammam Sousse - Mouloudia sportive de Den Den : 2 - 1
- El Ahly Mateur - Association Mégrine Sport : 0 - 2
- Jendouba Sports - Stade sportif gafsien : 2 - 0
- Dahmani Athlétique Club - Espoir sportif de Jerba Midoun : 1 - 2
- Union sportive de Siliana - Stade sportif sfaxien : 2 - 3
- Stade gabésien - Étoile olympique La Goulette Kram : 1 - 0
- Patriote de Sousse - Radès Transport Club : 5 - 2
- Stade soussien - Club sportif de Menzel Bouzelfa : 3 - 3 (Stade soussien qualifié aux t. a. b.)
- Association sportive de Djerba - STIA Sousse : 1 - 1 (ASD qualifiée aux t. a. b.)
- Association sportive de Mahrès - Stade nabeulien : 0 - 1
- Croissant sportif chebbien - La Palme sportive de Tozeur : 2 - 0
- Aigle sportif de Téboulba - Étoile sportive khmirienne (Aïn Draham) : 1 - 2
- Football Club de Jérissa - Étoile sportive de Métlaoui : 0 - 2
- Union sportive monastirienne - Stade africain de Menzel Bourguiba : 3 - 1
- Jeunesse sportive d'El Omrane bat Jeunesse sportive de Tebourba
- Union sportive tunisienne - Sporting Club de Ben Arous : 4 - 1
- Océano Club de Kerkennah - Kalâa Sport : 3 - 0

### Seizièmes de finale
Trente équipes participent à ce tour, les 17 qualifiés du tour précédent et treize clubs de la division nationale.
| Équipe 1                       | Équipe 2                                | Score 90'         | Score 120' | Tirs au but          |
| ------------------------------ | --------------------------------------- | ----------------- | ---------- | -------------------- |
| Avenir sportif de La Marsa     | Océano Club de Kerkennah                | 2 - 0             |            |                      |
| Club africain                  | Association sportive de Djerba          | 2 - 0             |            |                      |
| Espérance sportive de Tunis    | Espoir sportif de Jerba Midoun          | 4 - 0             |            |                      |
| Club athlétique bizertin       | Sfax railway sport                      | 1 - 1             | 1 - 1      | Qualification du CAB |
| Étoile sportive de Métlaoui    | Union sportive tunisienne               | 1 - 0             |            |                      |
| El Makarem de Mahdia           | Espoir sportif de Hammam Sousse         | 1 - 0             |            |                      |
| Club sportif sfaxien           | Étoile sportive khmirienne (Aïn Draham) | 5 - 0             |            |                      |
| Étoile sportive du Sahel       | -                                       | Qualifié d'office |            |                      |
| Stade tunisien                 | Union sportive monastirienne            | 1 - 0             |            |                      |
| Stade sportif sfaxien          | Association Mégrine Sport               | 0 - 0             | 0 - 0      | Qualification du SSS |
| Club olympique des transports  | Olympique du Kef                        | 2 - 0             |            |                      |
| Jeunesse sportive kairouanaise | Patriote de Sousse                      | 2 - 1             |            |                      |
| Stade soussien                 | Jendouba Sports                         | 2 - 0             |            |                      |
| Jeunesse sportive d'El Omrane  | Club sportif des cheminots              | 3 - 2             |            |                      |
| Stade nabeulien                | Club sportif de Hammam Lif              | 1 - 1             | 1 - 1      | Qualification du SN  |
| Stade gabésien                 | Croissant sportif chebbien              | 0 - 0             | 0 - 0      | Qualification du SG  |

### Huitièmes de finale
| Équipe 1                    | Équipe 2                       | Score 90' | Score 120' |
| --------------------------- | ------------------------------ | --------- | ---------- |
| Étoile sportive du Sahel    | Club athlétique bizertin       | 1 - 0     |            |
| Espérance sportive de Tunis | Stade tunisien                 | 1 - 1     | 1 - 1      |
| Stade gabésien              | Jeunesse sportive d'El Omrane  | 0 - 0     | 0 - 0      |
| Stade nabeulien             | Club olympique des transports  | 0 - 0     | 0 - 0      |
| Club africain               | Stade sportif sfaxien          | 3 - 0     |            |
| Stade soussien              | El Makarem de Mahdia           | 1 - 0     |            |
| Club sportif sfaxien        | Étoile sportive de Métlaoui    | 4 - 0     |            |
| Avenir sportif de La Marsa  | Jeunesse sportive kairouanaise | 3 - 0     |            |

| Équipe 1                      | Équipe 2        | Score 90' |
| ----------------------------- | --------------- | --------- |
| Espérance sportive de Tunis   | Stade tunisien  | 1 - 0     |
| Jeunesse sportive d'El Omrane | Stade gabésien  | 1 - 0     |
| Club olympique des transports | Stade nabeulien | 4 - 0     |

### Quarts de finale
| Date   | Équipe 1                    | Équipe 2                      | Score 90' | Score 120' |
| ------ | --------------------------- | ----------------------------- | --------- | ---------- |
| 23 mai | Étoile sportive du Sahel    | Jeunesse sportive d'El Omrane | 1 - 0     |            |
| 23 mai | Espérance sportive de Tunis | Stade soussien                | 2 - 1     |            |
| 23 mai | Avenir sportif de La Marsa  | Club olympique des transports | 4 - 1     |            |
| 23 mai | Club sportif sfaxien        | Club africain                 | 0 - 0     | 0 - 0      |

| Date   | Équipe 1      | Équipe 2             | Score 90' | Score 120' | Tirs au but         |
| ------ | ------------- | -------------------- | --------- | ---------- | ------------------- |
| 27 mai | Club africain | Club sportif sfaxien | 2 - 2     | 2 - 2      | Qualification du CA |

### Demi-finales
| Date  | Équipe 1                    | Équipe 2                   | Score 90' |
| ----- | --------------------------- | -------------------------- | --------- |
| 6 mai | Club africain               | Étoile sportive du Sahel   | 1 - 0     |
| 6 mai | Espérance sportive de Tunis | Avenir sportif de La Marsa | 2 - 0     |

### Finale
| Date           | Équipe 1                    | Équipe 2                    | Score 90' | Score 120' | corners |
| -------------- | --------------------------- | --------------------------- | --------- | ---------- | ------- |
| 13 juin 1976   | Espérance sportive de Tunis | Club africain               | 1 - 1     |            |         |
| 4 juillet 1976 | Club africain               | Espérance sportive de Tunis | 0 - 0     | 0 - 0      | 3 - 1   |

Les buts de la première édition de la finale sont marqués par Abdelmajid Gobantini pour l'Espérance sportive de Tunis et Néjib Abada pour le Club africain. C'est l'arbitre autrichien Erich Linemayr qui dirige les deux éditions. Il est assisté par ses compatriotes Horst Brummeier et Spring[Qui ?] pour le premier match, Jungurt[Qui ?] et Fabuler[Qui ?] pour le second.
Les formations alignées sont :
- Club africain (entraîneur : Dietscha Stefanovic) :
  - Pour le premier match : Sadok Sassi, Mohamed Amor Ayari, Mohamed Ali Ben Moussa, Kamel Chebli, Ali Retima, Nejib Ghommidh, Mondher Chicha, Néjib Abada, Moncef Khouini, Abderrahmane Nasri (puis Taoufik Belghith) et Mohamed Ali Klibi (puis Hassen Bayou)
  - Second match : Belghith est titularisé à la place de Klibi ; Naceur Amdouni remplace Nasri en cours de jeu puis est remplacé par Klibi
- Espérance sportive de Tunis (entraîneur : Abderrahmane Ben Ezzedine) : Kamel Karia, Abdelkrim Bouchoucha, Abdelmajid Jelassi, Abdelkader Ben Saïel, Ridha Akacha, Mohamed Ben Mahmoud, Lotfi Laâroussi, Tarak Dhiab, Temime Lahzami, Abdelmajid Gobantini et Abdelmajid Ben Mrad (puis Taoufik Laâbidi puis Samir Chemam)

Pour le second match, Abdelhamid Kenzari est titularisé à la place de Lotfi Laâroussi ; Chemam et Laâbidi remplacent Bouchoucha et Ben Mrad en cours de match.

## Meilleurs buteurs
Abdelmajid Gobantini (EST) est le meilleur buteur de l'édition avec cinq buts. Il précède Moncef Khouini (CA) et Mohamed Ali Akid, auteurs de quatre buts.    